# Apple Watch SE
Apple Watch SE là thiết bị điện tử đeo tay thông minh do công ty Apple Inc. thiết kế và phát triển. Chiếc đồng hồ được Apple công bố ngày 15 tháng 9 năm 2020, cùng với Apple Watch Series 6. Sản phẩm này chính thức được mở bán vào ngày 18 tháng 9 năm 2019. Chiếc đồng hồ này là một phiên bản chi phí thấp hơn so với Series 6 nhưng nhiều tính năng hơn Series 3.